# III Korpus Polowy Luftwaffe
III Korpus Polowy Luftwaffe (niem. III. Luftwaffen-Feld-Korps) – jedna z niemieckich jednostek lądowych Luftwaffe. Utworzona w styczniu 1943 roku przy Grupie Armii Północ. W listopadzie tego roku wycofana z frontu i przekształcona w II Korpus Flak. Korpus podlegał 18 Armii, dowodził nim generał artylerii przeciwlotniczej Job Odebrecht.
Jednostki korpuśne:
- 3 Korpuśny Batalion Łączności Luftwaffe
- kompania rozpoznawcza

Podległe dywizje – lipiec 1943:
- 9 Dywizja Polowa Luftwaffe
- 10 Dywizja Polowa Luftwaffe